# イブニングプレス donna
『イブニングプレス donna』（イブニングプレス ドンナ、英称:Evening Press donna）は、2003年10月6日から2013年12月19日まで、日本テレビ（関東ローカル）で平日（金曜と祝日を除く）15:50 - 15:55（JST）に生放送されていた情報番組。通称「donna」。

## 概要
2003年10月6日から『汐留スタイル!』の開始時間繰り下げに伴い開始された。これにより『アナちゃん劇場』終了以来半年振りに『ザ・ワイド』直後のミニ番組枠が復活した。開始当初から2012年3月までは日本テレビタワー15階スカイスタジオより生放送されていた。2012年4月以降はマイスタジオが使用されている。
番組は読売新聞社との共同制作の体裁をとっており、読売新聞東京本社の夕刊から注目記事を紹介すると共に、日本テレビのプライムタイムに放送される番組の見所を紹介している。
この番組は2008年3月27日に単独番組としては一旦終了し、同月31日からこの枠を含めた情報番組『アナ☆パラ』内の1つのコーナーとして「ほっかほかdonna」を放送したが、『アナ☆パラ』が同年7月31日で終了した。これに伴い、同年8月4日から再度単独番組としての放送が再開されている。
祝日は夕刊が休刊の為、かつては番組自体が休止され、その代わりに夜の番組の見所を紹介する「番組ナビ」というミニ番組を放送していたが、2009年頃から祝日でも放送されるようになった。注目記事紹介の代わりに、読売新聞社主催のイベント情報などを紹介する。
2011年3月3日は耳の日ということで当番組含め当日の同局系の全国ネットの生番組のすべてでリアルタイム字幕放送が実施された。
2014年1月6日から、月曜日から木曜日に限り、『news every.』を前倒し・枠拡大とすることから、当番組は2013年12月19日をもって終了した。
テレビ番組を使った読売新聞PRは、BS日テレ『深層NEWS』に引き継がれている。

### 音声について
第1期はモノラル放送（モノステレオ放送）を実施。『ほっかほかdonna』時代は『アナ☆パラ』に合わせてステレオ放送を実施したが、スタジオ音声もモノラル音源のままであった。再び独立番組となった第2期はモノラル放送に戻ったが、2011年10月より不定期でステレオ放送（フルステレオ放送）が実施されるようになり、2012年4月からは全曜日でステレオ放送が実施されていた。

## 出演者
- 鈴木美潮（読売新聞政治部→文化部(2007 - )記者）

以下、日本テレビアナウンサーは日替わり。
- 山下美穂子（月曜日）
- 佐藤良子（火曜日）
- 葉山エレーヌ（水曜日）
- 上田まりえ（木曜日）

### 過去の出演者
- 阿部哲子
- 柴田倫世
- 河本香織
- 馬場典子
- 右松健太
- 斉藤まりあ
- 高橋雄一
- 森麻季
- 古閑陽子
- 森圭介
- 右松健太
- 桝太一
- 辻岡義堂
- 中野謙吾
- 寺島淳司
- 宮崎宣子
- 古市幸子
- 延友陽子
- 杉野真実
- 杉上佐智枝
- 安藤翔
- 安村直樹

## テーマ曲
- 2003.10.06 - 2008.03.27：不明
- 2008.03.31 - 2008.07.31：『アナ☆パラ』のワンコーナー扱いにより無し
- 2008.08.04 - 2011.03.31：Pivot Plus Music
- 2011.04.04 - 2012.03.29：モリモトナオユキ「Walking」[3]
- 2012.04.02 - 2013.03.28：モリモトナオユキ「紫陽花通り」[3]
- 2013.04.01 - 2013.09.26：Rihwa「Don't be afraid!」[4]
- 2013.09.30 - 2013.12.19：モリモトナオユキ「Fine」[3]